# Výchovný poradce
Výchovný poradce je pedagogický pracovník, který kromě své běžné pedagogické činnosti (např. učitelství na druhém stupni) zajišťuje také poskytování poradenských služeb ve škole. Jeho klienty mohou být žáci, rodiče, ostatní učitelé, a také samotné vedení školy. Výchovný poradce působí na základní, střední a vyšší odborné škole. Mezi jeho hlavní činnosti patří: kariérové poradenství, péče o žáky se speciálně vzdělávacími potřebami, péče o nadané žáky, řešení problémů chování, školní docházky a problémových situací. Funkci výchovného poradce může ve škole vykonávat i několik učitelů souběžně, důležitou roli hraje v tomto ohledu počet žáků dané školy.

## Kvalifikační předpoklady výchovného poradce
Z hlediska kvalifikačních předpokladů jsou výchovní poradci v prvé řadě pedagogickými pracovníky. Zákon vyžaduje od výchovného poradce splnění určitých předpokladů, díky kterým výchovný poradce garantuje svoji odbornost a kvalitu při vykonávání práce.

### Kvalifikaci výchovného poradce lze získat těmito způsoby:
1. Studium výchovného poradce: absolvent získá specializaci v základním oboru, zaměřenou na oblast pedagogiky, speciální pedagogiky a psychologie.
2. Kvalifikační studium v rámci celoživotního vzdělávání: je potřeba splnit nejméně 250 vyučovacích hodin.

Studium se ukončuje obhajobou závěrečné písemné práce a závěrečnou zkouškou před komisí. Po jejím úspěšném složení získává absolvent osvědčení. 

## Činnosti výchovného poradce
Základní náplň práce výchovného poradce je vymezena vyhláškou č. 72/2005 Sb. o poskytování poradenských služeb ve školách a školských poradenských zařízeních. Zákon vymezuje několik druhů činností výchovného poradce. Jde o poradenskou, metodickou a informační činnost. 

### Poradenské činnosti
1. Zajišťuje kariérové poradenství a diagnosticko-poradenské činnosti: 
  - Volba povolání, administrace, zpracování a interpretace zájmových dotazníků, analýza preferencí žáka v oblasti volby povolání.
  - Individuální pomoc při volbě povolání, individuální poradenství (vždy spolupracuje se třídním učitelem).
  - Poradenství zákonným zástupcům.
  - Spolupráci se školskými poradenskými zařízeními, středisky výchovné péče, poradenské služby přesahující kompetence školy.
  - Skupinové návštěvy poradenských středisek.
  - Služby kariérového poradenství žákům cizincům
2. Vyhledává a pomáhá žákům, kteří potřebují zvláštní pozornost, navrhuje možnosti péče pro tyto žáky.
3. Zprostředkovává vstupní a průběžné diagnostiky pro žáky se speciálně vzdělávacími potřebami a pro žáky mimořádně nadané ve školských poradenských zařízeních.
4. Spolupracuje se školskými poradenskými zařízeními při zjišťování podpůrných opatření pro žáky se speciálně vzdělávacími potřebami.
5. Připravuje podmínky pro vzdělávání žáků se speciálně vzdělávacími potřebami.
6. Poskytuje služby kariérového poradenství pro žáky se speciálně vzdělávacími potřebami.

### Metodické a informační činnosti
1. Zajišťuje metodickou pomoc pedagogickým pracovníkům školy: 
  - v otázkách kariérového rozhodování žáků.
  - s přípravou a vyhodnocováním plánu pedagogické podpory.
  - s naplňováním podpůrných opatření ve vzdělávání žáků se speciálními vzdělávacími potřebami.
  - s tvorbou a vyhodnocováním individuálních vzdělávacích plánů.
  - v práci s nadanými a mimořádně nadanými žáky.
2. Zprostředkovává nových metod pedagogické diagnostiky a intervenci pedagogickým pracovníkům školy.
3. Zajišťuje metodickou pomoc pedagogickým pracovníkům školy.
4. Předává odborné informace z oblasti kariérového poradenství a péče o žáky se speciálními vzdělávacími potřebami pedagogickým pracovníkům školy.
5. Poskytuje informace o činnostech školy, školských a dalších poradenských zařízeních.
6. Shromažďuje odborné zprávy a informace o žácích v poradenské péči dalších poradenských zařízení a jejich zajištění v souladu se zákonem o ochraně osobních údajů.
7. Vede písemné záznamy o navržených a realizovaných opatřeních.[7]

Vyhláška popisuje tyto standardní činnosti v obecné a poměrně rozsáhlé rovině. Je důležité dbát na to, aby výchovný poradce měl přesně stanovenou náplň práce. Důležité je také přesně vymezit místo výchovného poradce v organizační struktuře školy, jeho práva, povinnosti, přímou odpovědnost a kompetence.

## Role výchovného poradce
Na výchovného poradce jsou kladeny vysoké profesní nároky. Obracejí se na něho žáci, kolegové, rodiče, vedení školy. 

### Kontroverze rolí
- Učitel, který zastává i roli výchovného poradce, je vystaven odlišným očekáváním svého okolí.[9]

### Druhy rolí výchovného poradce
- Role učitele: pracuje s jednotlivci, ale i s celou skupinou. Je odpovědný za plnění profesní role učitele, je tedy členem učitelského sboru. Je odpovědný rodičům svých žáků a spolu zodpovídá za jejich výsledky. Může zastávat i roli třídního učitele.
- Role důvěrníka: v roli kolegy u ostatních učitelů zastává roli důvěrníka, je považován za toho, kdo ví co s problémem, rozumí problému a je nad věcí.
- Role rádce: spolupracuje s vedením školy, s třídními učiteli, s metodikem prevence rizikového chování, školním psychologem, školním speciálním pedagogem.

### Konflikt rolí
- Rozlišit roli učitele a výchovného poradce není vždy jednoduché. Je důležité, aby kolegové pochopili, že s rolí výchovného poradce se pojí odlišné povinnosti než mají oni. [10]